# Pachyneuron vitodurense
Pachyneuron vitodurense är en stekelart som beskrevs av Vittorio Luigi Delucchi 1955. Pachyneuron vitodurense ingår i släktet Pachyneuron och familjen puppglanssteklar. Inga underarter finns listade i Catalogue of Life.